# Keigo Higashi
Keigo Higashi (東 慶悟   Higashi Keigo; Kitakyūshū, 20 de Julho de 1990) é um futebolista japonês que atua como meia-atacante no FC Tokyo.

## Títulos
Japão
- Asian Games (1) : 2010